# O’Briens Identität
O’Briens Identität (Originaltitel: Whispers) ist die 14. Folge der zweiten Staffel der US-amerikanischen Science-Fiction-Fernsehserie Star Trek: Deep Space Nine. Sie wurde in den Vereinigten Staaten über Syndication vermarktet und erstmals am 6. Februar 1994 auf verschiedenen Fernsehsendern ausgestrahlt. In Deutschland war sie zum ersten Mal am 15. September 1994 in einer synchronisierten Fassung auf Sat.1 zu sehen.

## Handlung
Im Jahr 2370 bei Sternzeit 47581.2 fliegt Miles O’Brien, Chefingenieur der Raumstation Deep Space Nine, mit dem Runabout USS Rio Grande durch das Wurmloch in den Gamma-Quadranten und lässt die Ereignisse der vergangenen Tage Revue passieren. Er befürchtet, in eine große Verschwörung geraten zu sein und nun von unbekannten Mächten vorfolgt zu werden.
Er glaubt, dass alles begann, als er von einer Reise zu den Parada zurückkehrte. Seine Frau Keiko und seine Tochter Molly waren ungewöhnlich früh aufgestanden, so als wollten sie ihm aus dem Weg gehen. Als er dann seinen Dienst antrat, wollte er mit der Anpassung der Sicherheitssysteme der Station für eine geplante Friedenskonferenz mit den Parada beginnen, musste jedoch feststellen, dass Commander Sisko diesen Auftrag schon an seinen Untergebenen DeCurtis vergeben hatte, ohne ihn vorher zu konsultieren. Auf dem Promenadendeck wurde sein Misstrauen geweckt, als er ein anscheinend sehr ernsthaftes Gespräch zwischen seiner Frau und Sisko beobachtete. Er begab sich auf die Ops, wo sich Sisko dafür entschuldigte ihn übergangen zu haben, ihm aber zugleich eine vermeintlich wichtige Reparatur der oberen Pylone von Deep Space Nine zuwies, die nichts mit den Sicherheitsvorkehrungen zu tun hatte. Auf das Gespräch mit Keiko angesprochen, meinte Sisko, sein Sohn Jake habe Probleme mit seinen Schulnoten. Bevor O’Brien mit den Reparaturen begann, musste er sich noch einer nicht enden wollenden Untersuchung durch Stationsarzt Julian Bashir unterziehen, der angeblich einen Bericht über den Gesundheitszustand der Führungsoffiziere verfassen musste. Auf dem Weg zu den Pylonen traf O’Brien Jake Sisko, der ihn um Hilfe bei einem technischen Schulprojekt bat. Seltsamerweise verneinte Jake, dass er schlechte Noten hat. Er machte dann einen Abstecher zu DeCurtis, um dessen Arbeit zu begutachten, doch der schien bereits fertig und die überarbeiteten Systeme waren durch ein Sicherheitsfeld versiegelt, das nur durch Major Kira aufgehoben werden konnte. Als O’Brien dies veranlassen wollte, ermahnte ihn Commander Sisko, dass die Arbeiten an den Pylonen oberste Priorität hätten.
Als er abends in sein Quartier ging, war seine Tochter nicht da, da sie spontan bei Nachbarn übernachtete. Jake Sisko, dem er bei seinem Projekt helfen wollte, hatte seinen Besuch wegen eines überraschenden Unwohlseins abgesagt. Er hoffte nun auf einen romantischen Abend mit seiner Frau, doch sie zeigte keinerlei Interesse an Zärtlichkeiten. Immerhin hatte sie ihm sein Lieblingsessen zubereitet. O’Brien fiel allerdings auf, dass sie selbst nichts aß und so ließ er es auch stehen. Er konnte das Essen später nicht mehr untersuchen, da Keiko es bereits entsorgt hatte; er hegte aber den Verdacht, dass damit irgendetwas nicht stimmte und er war sich sicher, dass diese Keiko nicht seine echte Frau war.
O’Brien ging nun davon aus, dass auf der Station irgendetwas nicht mit rechten Dingen zuging und Keiko und die Führungsoffiziere durch irgendetwas beeinflusst wurden. Er führte alle möglichen Scans durch, sah sich Logbücher und das Verzeichnis der ankommenden Raumschiffe an, doch er konnte nichts verdächtiges finden. Am nächsten Morgen fand er auf der Ops Hinweise, dass jemand auf seine persönlichen Logbücher zugegriffen hatte. Zudem hatte Sisko verschlüsselte Nachrichten von den Parada erhalten.
Etwas später kehrte Sicherheitschef Odo von einer Reise nach Bajor zurück. O’Brien glaubte, er sei noch unbeeinflusst und erzählte ihm daher von den seltsamen Vorkommnissen. Odo bat O’Brien, sich vorerst unauffällig zu verhalten. Er wollte inzwischen in der Sache ermitteln und anschließend die Sternenflotte und die bajoranischen Behörden informieren. Nach einer Weile befragte Odo O’Brien zu den paradanischen Rebellen, denn es schien, dass diese es waren, die mit Sisko kommuniziert hatten. Da dies eine direkte Verletzung der Vereinbarung mit der paradanischen Regierung darstellte, meinte O’Brien, die geplante Konferenz müsse abgesagt werden. Als Odo ihn zu beschwichtigen versuchte, erkannte O’Brien, dass auch er beeinflusst wurde. Als er Odos Büro verlassen wollte, traten plötzlich Sisko und Kira ein und bedrohten ihn mit Phasern. Mit einer kleinen Sprengfalle, die er für alle Fälle gebaut hatte, überrumpelte er die beiden und ergriff die Flucht. Dabei traf er auf Jake, von dem er immer noch glaubte, dass er ihm vertrauen kann. Jake verriet aber seine Position. O’Brien wich in einen Wartungsschacht aus und gelangte so zu den Runabouts. Nachdem er erfolgreich die Rio Grande entführt hatte, kontaktierte er Admiral Rollman auf Sternenbasis 401. Zu seinem Erstaunen wollte sie aber von den seltsamen Vorgängen auf Deep Space Nine gar nichts wissen und befahl ihm, sofort zur Station zurückzukehren. Er fragte sich, ob bereits die gesamte Sternenflotte infiltriert sei und sah nun als einzige Möglichkeit, zu den Parada zurückzukehren und deren Regierung zu kontaktieren.
Nachdem er sich diese Ereignisse noch einmal ins Gedächtnis gerufen hat, nähert er sich dem Parada-System. Ein weiteres Runabout, die USS Mekong, verfolgt ihn. Es gelingt ihm, die Mekong auszumanövrieren. Diese lässt schließlich von der Rio Grande ab und setzt Kurs auf den Planeten Parada II, wo die Besatzungsmitglieder auf die Oberfläche beamen. O’Brien folgt ihnen und landet in einer Höhle, wo sich Sisko und Kira gerade mit zwei paradanischen Rebellen unterhalten. Kira versichert O’Brien, sie seien nicht seine Feinde und einer der Parada, Coutu, zeigt auf eine Tür, hinter der angeblich alle Antworten liegen, nach denen O’Brien sucht. O’Brien bleibt misstrauisch und bedroht die anderen weiter mit seinem Phaser. Der zweite Parada verliert schließlich die Nerven und schießt auf ihn. O’Brien wird schwer verletzt. Coutu öffnet sofort die Tür. Dahinter befindet sich Dr. Bashir, der augenblicklich zu Hilfe eilt. Er war zuvor mit einem anderen Patienten beschäftigt, den O’Brien jetzt erkennen kann: Es ist ein Doppelgänger von ihm!
Es stellt sich heraus, dass der O’Brien hinter der Tür der echte ist. Er war von der Parada-Regierung entführt worden, konnte aber von den Rebellen befreit werden. Sie informierten daraufhin Deep Space Nine, dass ein Replikant zurückgeschickt worden war, der O’Brien in Aussehen und Verhalten exakt gleicht. Sie vermuteten, dass ihm irgendein geheimer Auftrag einprogrammiert wurde. Vielleicht sollte er während der Friedenskonferenz jemanden ermorden und die Verhandlungen mit den Rebellen dadurch sabotieren. Die Schusswunde des Replikanten erweist sich als lebensbedrohlich und Bashir kann nichts mehr für ihn tun. Bevor er stirbt, bittet er den echten O’Brien noch, Keiko auszurichten, dass er sie liebt.

## Verbindungen zu anderen Star-Trek-Produktionen
Gemäß der angegebenen Sternzeiten müsste O’Briens Identität eigentlich parallel zu Folge 2.15 (Das Paradiesexperiment) von Star Trek: Deep Space Nine spielen, was aber inhaltlich nicht möglich ist.
Das Racquetball-Duell zwischen O’Brien und Bashir aus Folge 2.11 (Rivalen) wird hier noch einmal erwähnt.
In einer gedrehten, aber in der finalen Schnittfassung nicht verwendeten Szene singt O’Brien das Lied The Minstrel Boy, was er bereits in Folge 4.12 (Der Rachefeldzug) von Raumschiff Enterprise – Das nächste Jahrhundert aus dem Jahr 1991 getan hatte.
Einige Elemente aus dieser Folge wurden in späteren Star-Trek-Produktionen wieder aufgegriffen:
- O’Briens Identität ist die erste von sieben Folgen der Serie Star Trek: Deep Space Nine, in denen O’Brien unter starken psychologischen Druck gerät. Für diese Folgen wurde die scherzhafte Bezeichnung „O’Brien must suffer“ („O’Brien muss leiden“) geprägt.
- Die Demilitarisierte Zone zwischen der Föderation und der Cardassianischen Union wird hier erstmals erwähnt. Hier entsteht später die Widerstandsorganisation Maquis, die in den Serien Star Trek: Deep Space Nine, Raumschiff Enterprise – Das nächste Jahrhundert und Star Trek: Raumschiff Voyager eine wichtige Bedeutung zukommt.

## Produktion

### Drehbuch
Autor Paul Robert Coyle hatte bereits 1973 ein Drehbuch für die Star-Trek-Zeichentrickserie Die Enterprise geschrieben, das aber letztlich nicht verfilmt wurde. O’Briens Identität war seine erste Drehbucharbeit für Star Trek, die auch umgesetzt wurde. Er schrieb später noch das Drehbuch für Folge 1.11 (Der Verrat) von Star Trek: Raumschiff Voyager.
Coyles ursprüngliche Idee für O’Briens Identität wich noch sehr stark von der endgültigen Fassung ab. Er sollte demnach auf Deep Space Nine aufwachen und feststellen, dass seine Familie verschwunden ist und niemand ihn kennt. Anschließend sollte er herausfinden, dass es noch einen anderen Miles O’Brien gibt, der auf der USS Enterprise dient. Die finale Version der Geschichte ist sehr stark von dem Politthriller Zeuge einer Verschwörung aus dem Jahr 1974 inspiriert, in dem ein Journalist einer politischen Verschwörung durch eine mächtige Organisation auf die Spur kommt. Ira Steven Behr sah auch eine Beeinflussung durch den Science-Fiction-Film Die Körperfresser kommen; er fand dass dessen Grundidee in O’Briens Identität auf gewisse Art aus der Sicht der Körperfresser erzählt würde. Dass O’Briens Doppelgänger als Replikant bezeichnet wird, ist zudem ein Verweis auf den Film Blade Runner von 1982.

### Darsteller
Todd Waring, Darsteller von Fähnrich DeCurtis, spielte auch Lasaran in Folge 6.16 (Wandel des Herzens) von Star Trek: Deep Space Nine.
Susan Bay hatte Admiral Rollman bereits in Folge 1.03 (Die Khon-Ma) von Star Trek: Deep Space Nine gespielt.

## Rezeption
Keith DeCandido bewertete O’Briens Identität 2013 auf tor.com als eine gute Folge von Star Trek: Deep Space Nine. Die völlig aus O’Briens Sichtweise erzählte Geschichte fand er spannend inszeniert und die Enthüllung, dass er in Wirklichkeit nur ein Doppelgänger ist, sei ein echter Schlag in die Magengrube. DeCandido lobte auch die Darstellung von Rosalind Chao. Er fand aber, dass die Folge beim erneuten Anschauen deutlich an Reiz verliert, da sie außer der finalen Enthüllung nur wenige Überraschungen bietet. Es fehlt für DeCandido an versteckten Hinweisen für O’Briens Identität als Replikant, ebenso an Momenten, in denen zu befürchten ist, dass er seinen geheimen Auftrag ausführen könnte, da letztlich nie aufgelöst wird, worin sein Auftrag überhaupt besteht.
Angelica Jade Bastién erstellte 2018 für vulture.com eine Liste der 15 besten Folgen von Star Trek: Deep Space Nine. O’Briens Identität führte sie dabei auf Platz 14.
Juliette Harrisson führte O’Briens Identität 2020 auf der Website Den of Geek in einer Liste der gruseligsten Star-Trek-Episoden auf Platz 25.